# Hermann Thieme (Komponist)
Hermann Ernst Maria Thieme (* 18. Januar 1924 in Dresden, Deutsches Reich; † 1. Oktober 1991 in Männedorf bei Zürich, Schweiz) war ein deutscher Komponist sowie Fernseh-, Hörspiel- und Filmkomponist.

## Leben und Wirken
Hermann Thieme studierte Musik an der Weimarer Musikhochschule und wirkte in seinen ersten vier Berufsjahren als Komponist an Münchens Volkstheater und den Kammerspielen. In dieser Zeit bildete er sich an der Musikhochschule der bayerischen Landeshauptstadt fort. Weitere Verpflichtungen führten den gebürtigen Dresdner an Theater in Flensburg, Bonn und Mainz. Seit 1957 band Thieme sich nicht mehr fest an eine Spielstätte und war als Gastdirigent unterwegs. 
Im selben Jahr begann er auch für das Fernsehen und den Hörfunk zu komponieren, Ausflüge zum Kinofilm (darunter die 1960er-Jahre-Produktionen Der Chef wünscht keine Zeugen, Die Lady und Paarungen) blieben die absolute Ausnahmen. Seine späten Kompositionen untermalten vor allem einzelne Folgen beliebter Krimiserien wie Derrick, Tatort und Der Alte. Darüber hinaus verfasste Thieme auch Kinderlieder, schrieb ein Klavierkonzert und komponierte sogar zwei Musicals (“Candide”, “Stern ohne Liebe”).

## Filmografie
Kompositionen für Fernsehproduktionen, wenn nicht anders angegeben
- 1957: Die Abenteuer des braven Soldaten Schwejk
- 1958: Die selige Edwina Black
- 1959: Die gute Sieben
- 1960: Der Fehltritt
- 1960: Das Lied der Taube
- 1961: Siegfrieds Tod
- 1961: Der lachende Dritte
- 1962: Mord im Dom
- 1962: Die Soldaten
- 1962: Die Glocken von London
- 1963: Überfahrt
- 1963: Der Geisterzug
- 1963: Der Parasit
- 1963: Der Chef wünscht keine Zeugen (Kinofilm)
- 1964: Der Aussichtsturm
- 1964: Slim Callaghan greift ein (Serie)
- 1964: Die Lady (Kinofilm)
- 1965: Adrian der Tulpendieb
- 1966: Ich war Schlemihl
- 1967: Liebe für Liebe
- 1967: Paarungen (Kinofilm)
- 1967: Das Kriminalmuseum: Kaliber 9
- 1968: Der Monat der fallenden Blätter
- 1968: Mördergesellschaft
- 1971: Die Zeit schreit nach Satire
- 1972: Georgies tollkühne Abenteuer (Kinofilm)
- 1973–75: Ein Fall für Männdli (Serie)
- 1974–76: Les Gammas! Les Gammas! (Sprachkurs)
- 1976: Die Abenteuer der Maus auf dem Mars
- 1977: Ein Glas Wasser
- 1978: Boeing Boeing
- 1979: Das Veilchen
- 1979: Tatort: Der King
- 1984: Tod eines Schaustellers
- 1977–86: Der Alte (Serie, mehrere Folgen)
- 1986: Tatort: Tod auf Eis

## Hörspielmusik
- 1957: Fünfhundert Drachentaler, von Kurt Kusenberg. Ein Singspiel. Regie: Peter Hamel
- 1957: Der Herr ohne Hut, von Fritz Eckhardt. Regie: Peter Hamel
- 1959: Die Jubiläumsschrift, von Horst Mönnich. Regie: Friedhelm Ortmann
- 1961: Ich habe ein schönes Schloß, von Georges Neveux. Regie: Gerd Beermann
- 1964: Die Eroberung, von Dieter Waldmann. Regie: Marcel Ophüls
- 1978: Der Kongreß tanzt. Musikalische Komödie von Erik Charell und Alan Melville. Regie: Hellmuth Kirchammer